# Martelia tanganyicensis
Martelia tanganyicensis је пуж из реда Sorbeoconcha. 

## Угроженост
Ова врста се сматра угроженом.

## Распрострањење
Врста има станиште у ДР Конгу и Танзанији.

## Станиште
Станиште врсте су слатководна подручја.